# 辰沅永靖道
辰沅永靖道，清朝行政區劃名。明朝本屬湖廣布政使司。康熙三年（1664年）湖南下设長寶道、岳常澧道、辰沅永靖道、衡永郴桂道四道。辰沅永靖道治辰州，康熙四十三年移駐鳳凰直隸廳。轄三府、四直隸廳，共十一縣四直隸廳。
- 辰州府：治沅陵，領沅陵縣、瀘溪縣、辰谿縣、漵浦縣四縣[1]。
- 沅州府：治芷江， 領芷江縣、黔阳县、麻阳县
- 永順府[2]：治永順，領永順縣、龍山縣、保靖縣、桑植縣四縣。
- 靖州直隸州，領會同縣、通道縣、綏寧縣三縣[3]。
- 乾州直隸廳。
- 鳳凰直隸廳。
- 永綏直隸廳。
- 晃州直隸廳。